# Kathryn Calder
Kathryn Jane Calder (17 de junio de 1982) es una artista musical canadiense de indie rock. Desarrolla su carrera tanto en solitario como en grupo, formando parte de las bandas The New Pornographers e Immaculate Machine. Calder comenzó con The New Pornographers como músico de apoyo para Neko Case en las actuaciones en directo e ingresó definitivamente como miembro en 2006.

## Biografía
Calder es sobrina del miembro de The New Pornographers Carl Newman. Calder explicó en una entrevista en 2007: "Mi madre fue adoptada siendo un bebé y hace unos diez años encontró a su familia biológica y Carl estaba entre ellos. En aquel tiempo yo era una adolescente que tocaba en una banda y realmente no supe que tenía esa familia... así fue como conocí a Carl."
Su primer álbum en solitario, Are You My Mother?, fue publicado el 3 de agosto de 2010 en Canadá y el 10 de agosto en los Estados Unidos, de forma digital fue lanzado el 28 de junio de 2010. Fue grabado mientras Calder cuidaba de su madre enferma de ELA y finalmente fue aplazado cuando esta falleció.  The New Pornographers dedicó el álbum Together de 2010 a la memoria de la madre de Calder.
Calder publicó su segundo álbum, Bright and Vivid en octubre de 2011. El batería de Superchunk Jon Wurster, Jesse Zubot y Ford Pier fueron algunos de los artistas invitados que participaron en la grabación. El álbum fue nominado a los premios Polaris de 2012.
En julio de 2012, Calder aceptó la oferta de filmar un documental sobre su vida, que llevó por título A Matter of Time. Fue producido por the Yellow Bird Project y publicado en 2016. La película trata sobre cómo conoció a Newman y sobre la enfermedad de su madre, e incluye algunas actuaciones de The New Pornographers, Immaculate Machine, y Kathryn en solitario.
Calder puso voz al tema "One Voice" que aparece en los títulos de crédito finales de la película, A Dog Named Gucci, cuya banda sonora incluye también a Norah Jones, Aimee Mann, Susanna Hoffs, Lydia Loveless, Neko Case y Brian May. Producida por Dean Falcone, quien también escribió la trama de la película, One Voice fue publicada el 16 de abril de 2016, y los beneficios de su venta donados a una asociación benéfica.

## Discografía

### En solitario
- Are You My Mother? (2010)
- Bright and Vivid (2011)
- Kathryn Calder (2015)

### The New Pornographers
- Twin Cinema (CAN: Mint Records; USA & Europa: Matador Records, 2005)
- Challengers (CAN: Last Gang Records; USA & Europa: Matador Records, 2007)
- Together (USA: Matador Records, 2010)
- Brill Bruisers (USA: Matador Records, 2014)

### Immaculate Machine
- Transporter (Independent, 2004)
- Ones and Zeros (Mint Records, 2005)
- Immaculate Machine's Fables (Mint Records, 2007)
- High on Jackson Hill (Mint Records, 2009)